# Biathlon aux Jeux olympiques de 1998
Pour des articles plus généraux, voir Biathlon aux Jeux olympiques et Jeux olympiques d'hiver de 1998.
Navigation
Lillehammer 1994 Salt Lake City 2002
Les épreuves de biathlon aux Jeux olympiques d'hiver de 1998 ont lieu à Nozawa Onsen entre le 9 et le 21 février 1998.

## Médailles

### Podiums
| Épreuves                              | Or                                                           | Argent                                                                     | Bronze                                                                                    |
| ------------------------------------- | ------------------------------------------------------------ | -------------------------------------------------------------------------- | ----------------------------------------------------------------------------------------- |
| Hommes                                |                                                              |                                                                            |                                                                                           |
| 10 km sprint résultats détaillés      | Ole Einar Bjørndalen (NOR)                                   | Frode Andresen (NOR)                                                       | Ville Räikkönen (FIN)                                                                     |
| 20 km individuel résultats détaillés  | Halvard Hanevold (NOR)                                       | Pieralberto Carrara (ITA)                                                  | Alexeï Aïdarov (BLR)                                                                      |
| Relais 4 x 7,5 km résultats détaillés | Allemagne Sven Fischer Ricco Groß Frank Luck Peter Sendel    | Norvège Dag Bjørndalen Ole Einar Bjørndalen Egil Gjelland Halvard Hanevold | Russie Vladimir Dratchev Viktor Maïgourov Pavel Mouslimov Sergei Tarasov                  |
| Femmes                                |                                                              |                                                                            |                                                                                           |
| 7,5 km sprint résultats détaillés     | Galina Koukleva (RUS)                                        | Uschi Disl (GER)                                                           | Katrin Apel (GER)                                                                         |
| 15 km individuel résultats détaillés  | Ekaterina Dafovska (BUL)                                     | Olena Petrova (UKR)                                                        | Uschi Disl (GER)                                                                          |
| Relais 4 × 7,5 km résultats détaillés | Allemagne Katrin Apel Petra Behle Uschi Disl Martina Zellner | Russie Albina Akhatova Galina Koukleva Olga Melnik Olga Romasko            | Norvège Gunn Margit Andreassen Annette Sikveland Ann Elen Skjelbreid Liv Grete Skjelbreid |

### Tableau des médailles
| Rang  | Nation      | Or | Argent | Bronze | Total |
| ----- | ----------- | -- | ------ | ------ | ----- |
| 1     | Norvège     | 2  | 2      | 1      | 5     |
| 2     | Allemagne   | 2  | 1      | 2      | 5     |
| 3     | Russie      | 1  | 1      | 1      | 3     |
| 4     | Bulgarie    | 1  | 0      | 0      | 1     |
| 5     | Italie      | 0  | 1      | 0      | 1     |
| 5     | Ukraine     | 0  | 1      | 0      | 1     |
| 7     | Biélorussie | 0  | 0      | 1      | 1     |
| 7     | Finlande    | 0  | 0      | 1      | 1     |
| Total | Total       | 6  | 6      | 6      | 18    |

## Résultats

### Hommes

#### 10 km sprint
| Rang                                | Athlète              | Pays               | Pénalités | Temps         | Retard        |
| ----------------------------------- | -------------------- | ------------------ | --------- | ------------- | ------------- |
| Médaille d'or, Jeux olympiques      | Ole Einar Bjørndalen | Norvège            | 0         | 27 min 16 s 2 |               |
| Médaille d'argent, Jeux olympiques  | Frode Andresen       | Norvège            | 2         | 28 min 17 s 8 | +1 min 01 s 6 |
| Médaille de bronze, Jeux olympiques | Ville Räikkönen      | Finlande           | 1         | 28 min 21 s 7 | +1 min 05 s 5 |
| 4                                   | Viktor Maigurov      | Russie             | 0         | 28 min 36 s 0 | +1 min 19 s 8 |
| 5                                   | Jēkabs Nākums        | Lettonie           | 1         | 28 min 36 s 9 | +1 min 20 s 7 |
| 6                                   | Oļegs Maļuhins       | Lettonie           | 1         | 28 min 37 s 4 | +1 min 21 s 2 |
| 7                                   | Frank Luck           | Allemagne          | 1         | 28 min 40 s 3 | +1 min 24 s 1 |
| 8                                   | Halvard Hanevold     | Norvège            | 2         | 28 min 40 s 8 | +1 min 24 s 6 |
| 9                                   | Paavo Puurunen       | Finlande           | 0         | 28 min 44 s 0 | +1 min 27 s 8 |
| 10                                  | Pieralberto Carrara  | Italie             | 2         | 28 min 44 s 2 | +1 min 28 s 0 |
| 11                                  | Ludwig Gredler       | Autriche           | 2         | 28 min 44 s 3 | +1 min 28 s 1 |
| 12                                  | Vladimir Dratchev    | Russie             | 1         | 28 min 46 s 4 | +1 min 30 s 2 |
| 13                                  | Egil Gjelland        | Norvège            | 1         | 28 min 49 s 1 | +1 min 32 s 9 |
| 14                                  | Wilfried Pallhuber   | Italie             | 1         | 28 min 50 s 1 | +1 min 33 s 9 |
| 15                                  | Iván Masařík         | République tchèque | 2         | 28 min 58 s 6 | +1 min 42 s 4 |
| 16                                  | Jože Poklukar        | Slovénie           | 1         | 29 min 00 s 5 | +1 min 44 s 3 |
| 17                                  | Ricco Gross          | Allemagne          | 1         | 29 min 13 s 9 | +1 min 57 s 7 |
| 18                                  | Dimitri Borovik      | Estonie            | 1         | 29 min 19 s 4 | +2 min 03 s 2 |
| 19                                  | Kyoji Suga           | Japon              | 2         | 29 min 19 s 4 | +2 min 03 s 2 |
| 20                                  | Harri Eloranta       | Finlande           | 2         | 29 min 21 s 8 | +2 min 05 s 6 |
| 21                                  | Fredrik Kuoppa       | Suède              | 2         | 29 min 22 s 0 | +2 min 05 s 8 |
| 22                                  | Sergey Tarasov       | Russie             | 3         | 29 min 23 s 2 | +2 min 07 s 0 |
| 23                                  | Wojciech Kozub       | Pologne            | 3         | 29 min 28 s 5 | +2 min 12 s 3 |
| 24                                  | Dmitry Pozdnyakov    | Kazakhstan         | 0         | 29 min 30 s 1 | +2 min 13 s 9 |
| 25                                  | Mikael Löfgren       | Suède              | 1         | 29 min 31 s 6 | +2 min 15 s 4 |
| 26                                  | Wiesław Ziemianin    | Pologne            | 1         | 29 min 34 s 4 | +2 min 18 s 2 |
| 27                                  | Oleg Ryzhenkov       | Biélorussie        | 2         | 29 min 38 s 2 | +2 min 22 s 0 |
| 28                                  | Tomasz Sikora        | Pologne            | 1         | 29 min 40 s 8 | +2 min 24 s 6 |
| 29                                  | Sven Fischer         | Allemagne          | 2         | 29 min 47 s 1 | +2 min 30 s 9 |
| 30                                  | Ruslan Lysenko       | Ukraine            | 0         | 29 min 49 s 6 | +2 min 33 s 4 |
| 31                                  | Valery Ivanov        | Kazakhstan         | 5         | 29 min 58 s 8 | +2 min 42 s 6 |
| 32                                  | Ilmārs Bricis        | Lettonie           | 4         | 30 min 01 s 7 | +2 min 45 s 5 |
| 33                                  | Tomaž Globočnik      | Slovénie           | 3         | 30 min 04 s 4 | +2 min 48 s 2 |
| 34                                  | Carsten Heymann      | Allemagne          | 2         | 30 min 09 s 6 | +2 min 53 s 4 |
| 35                                  | Hubert Leitgeb       | Italie             | 1         | 30 min 10 s 0 | +2 min 53 s 8 |
| 36                                  | Indrek Tobreluts     | Estonie            | 3         | 30 min 11 s 3 | +2 min 55 s 1 |
| 37                                  | Aleksey Aydarov      | Biélorussie        | 2         | 30 min 12 s 3 | +2 min 56 s 1 |
| 38                                  | Wolfgang Perner      | Autriche           | 4         | 30 min 13 s 5 | +2 min 57 s 3 |
| 39                                  | Wolfgang Rottmann    | Autriche           | 2         | 30 min 16 s 0 | +2 min 59 s 8 |
| 40                                  | Saso Grajf           | Slovénie           | 3         | 30 min 24 s 2 | +3 min 08 s 0 |
| 41                                  | Ľubomír Machyniak    | Slovaquie          | 1         | 30 min 30 s 3 | +3 min 14 s 1 |
| 42                                  | Tomaž Žemva          | Slovénie           | 1         | 30 min 32 s 1 | +3 min 15 s 9 |
| 43                                  | Shuichi Sekiya       | Japon              | 3         | 30 min 33 s 4 | +3 min 17 s 2 |
| 44                                  | Janno Prants         | Estonie            | 3         | 30 min 33 s 4 | +3 min 17 s 2 |
| 45                                  | Andriy Deryzemlya    | Ukraine            | 3         | 30 min 33 s 6 | +3 min 17 s 4 |
| 46                                  | Vadim Sashurin       | Biélorussie        | 1         | 30 min 34 s 0 | +3 min 17 s 8 |
| 47                                  | Mike Dixon           | Grande-Bretagne    | 0         | 30 min 34 s 4 | +3 min 18 s 2 |
| 48                                  | Steve Cyr            | Canada             | 3         | 30 min 35 s 0 | +3 min 18 s 8 |
| 49                                  | Dan Westover         | États-Unis         | 1         | 30 min 39 s 5 | +3 min 23 s 3 |
| 50                                  | Thierry Dusserre     | France             | 1         | 30 min 43 s 6 | +3 min 27 s 4 |
| 51                                  | Zdeněk Vítek         | République tchèque | 2         | 30 min 46 s 5 | +3 min 30 s 3 |
| 52                                  | René Cattarinussi    | Italie             | 4         | 30 min 50 s 0 | +3 min 33 s 8 |
| 53                                  | Petr Garabík         | République tchèque | 3         | 30 min 51 s 3 | +3 min 35 s 1 |
| 54                                  | Dmitry Pantov        | Kazakhstan         | 3         | 30 min 51 s 8 | +3 min 35 s 6 |
| 55                                  | Aleksandr Popov      | Biélorussie        | 2         | 30 min 53 s 0 | +3 min 36 s 8 |
| 56                                  | Aleksey Kobelev      | Russie             | 4         | 31 min 02 s 8 | +3 min 46 s 6 |
| 57                                  | Georgi Kasabov       | Bulgarie           | 0         | 31 min 09 s 5 | +3 min 53 s 3 |
| 58                                  | Thanasis Tsakiris    | Grèce              | 2         | 31 min 14 s 6 | +3 min 58 s 4 |
| 59                                  | Liutauras Barila     | Lituanie           | 5         | 31 min 23 s 7 | +4 min 07 s 5 |
| 60                                  | Jay Hakkinen         | États-Unis         | 3         | 31 min 31 s 6 | +4 min 15 s 4 |
| 61                                  | Atsushi Kazama       | Japon              | 6         | 31 min 41 s 1 | +4 min 24 s 9 |
| 62                                  | Reinhard Neuner      | Autriche           | 4         | 31 min 45 s 3 | +4 min 29 s 1 |
| 63                                  | János Panyik         | Hongrie            | 1         | 31 min 50 s 0 | +4 min 33 s 8 |
| 64                                  | Marius Ene           | Roumanie           | 2         | 31 min 54 s 8 | +4 min 38 s 6 |
| 65                                  | Aleksandr Tropnikov  | Kirghizistan       | 4         | 31 min 55 s 8 | +4 min 39 s 6 |
| 66                                  | Kevin Quintilio      | Canada             | 3         | 32 min 32 s 6 | +5 min 16 s 4 |
| 67                                  | Julien Robert        | France             | 0         | 32 min 52 s 4 | +5 min 36 s 2 |
| 68                                  | Mark Gee             | Grande-Bretagne    | 5         | 33 min 00 s 3 | +5 min 44 s 1 |
| 69                                  | Andreas Heymann      | France             | 2         | 33 min 06 s 9 | +5 min 50 s 7 |
| 70                                  | Jeon Jae-Won         | Corée du Sud       | 6         | 35 min 09 s 5 | +7 min 53 s 3 |
| 71                                  | Ion Bucsa            | Moldavie           | 6         | 36 min 33 s 8 | +9 min 17 s 6 |
| -                                   | Raphaël Poirée       | France             | DNF       | DNF           | -             |
| -                                   | Jean-Marc Chabloz    | Suisse             | DNF       | DNF           | -             |

#### 20 km individuel
| Rang                                | Athlète              | Pays               | Temps réel    | Pénalités (minutes) | Résultat      | Retard         |
| ----------------------------------- | -------------------- | ------------------ | ------------- | ------------------- | ------------- | -------------- |
| Médaille d'or, Jeux olympiques      | Halvard Hanevold     | Norvège            | 55 min 16 s 4 | 1                   | 56 min 16 s 4 |                |
| Médaille d'argent, Jeux olympiques  | Pieralberto Carrara  | Italie             | 56 min 21 s 9 | 0                   | 56 min 21 s 9 | +5 s 5         |
| Médaille de bronze, Jeux olympiques | Aleksey Aydarov      | Biélorussie        | 55 min 46 s 5 | 1                   | 56 min 46 s 5 | +30 s 1        |
| 4                                   | Iván Masařík         | République tchèque | 56 min 30 s 7 | 1                   | 57 min 30 s 7 | +1 min 14 s 3  |
| 5                                   | Ilmārs Bricis        | Lettonie           | 55 min 15 s 1 | 3                   | 58 min 15 s 1 | +1 min 58 s 7  |
| 6                                   | Ricco Gross          | Allemagne          | 57 min 15 s 4 | 1                   | 58 min 15 s 4 | +1 min 59 s 0  |
| 7                                   | Ole Einar Bjørndalen | Norvège            | 54 min 16 s 8 | 4                   | 58 min 16 s 8 | +2 min 00 s 4  |
| 8                                   | Peter Sendel         | Allemagne          | 57 min 30 s 3 | 1                   | 58 min 30 s 3 | +2 min 13 s 9  |
| 9                                   | Oleg Ryzhenkov       | Biélorussie        | 56 min 31 s 3 | 2                   | 58 min 31 s 3 | +2 min 14 s 9  |
| 10                                  | Dag Bjørndalen       | Norvège            | 57 min 34 s 7 | 1                   | 58 min 34 s 7 | +2 min 18 s 3  |
| 11                                  | Tomaž Globočnik      | Slovénie           | 56 min 55 s 5 | 2                   | 58 min 55 s 5 | +2 min 39 s 1  |
| 12                                  | Ludwig Gredler       | Autriche           | 55 min 56 s 5 | 3                   | 58 min 56 s 5 | +2 min 40 s 1  |
| 13                                  | Vadim Sashurin       | Biélorussie        | 57 min 08 s 6 | 2                   | 59 min 08 s 6 | +2 min 52 s 2  |
| 14                                  | Kyoji Suga           | Japon              | 57 min 15 s 6 | 2                   | 59 min 15 s 6 | +2 min 59 s 2  |
| 15                                  | Sergey Tarasov       | Russie             | 55 min 24 s 3 | 4                   | 59 min 24 s 3 | +3 min 07 s 9  |
| 16                                  | Sven Fischer         | Allemagne          | 56 min 26 s 1 | 3                   | 59 min 26 s 1 | +3 min 09 s 7  |
| 17                                  | Pavel Muslimov       | Russie             | 56 min 26 s 5 | 3                   | 59 min 26 s 5 | +3 min 10 s 1  |
| 18                                  | Janno Prants         | Estonie            | 57 min 38 s 3 | 2                   | 59 min 38 s 3 | +3 min 21 s 9  |
| 19                                  | Frode Andresen       | Norvège            | 54 min 51 s 0 | 5                   | 59 min 51 s 0 | +3 min 34 s 6  |
| 20                                  | Mikael Löfgren       | Suède              | 58 min 00 s 3 | 2                   | 60 min 00 s 3 | +3 min 43 s 9  |
| 21                                  | René Cattarinussi    | Italie             | 57 min 00 s 5 | 3                   | 60 min 00 s 5 | +3 min 44 s 1  |
| 22                                  | Raphaël Poirée       | France             | 58 min 08 s 4 | 2                   | 60 min 08 s 4 | +3 min 52 s 0  |
| 23                                  | Paavo Puurunen       | Finlande           | 57 min 11 s 7 | 3                   | 60 min 11 s 7 | +3 min 55 s 3  |
| 24                                  | Wolfgang Perner      | Autriche           | 56 min 14 s 1 | 4                   | 60 min 14 s 1 | +3 min 57 s 7  |
| 25                                  | Saso Grajf           | Slovénie           | 58 min 18 s 2 | 2                   | 60 min 18 s 2 | +4 min 01 s 8  |
| 26                                  | Wolfgang Rottmann    | Autriche           | 58 min 23 s 5 | 2                   | 60 min 23 s 5 | +4 min 07 s 1  |
| 27                                  | Ville Räikkönen      | Finlande           | 57 min 25 s 3 | 3                   | 60 min 25 s 3 | +4 min 08 s 9  |
| 28                                  | Hironao Meguro       | Japon              | 58 min 38 s 2 | 2                   | 60 min 38 s 2 | +4 min 21 s 8  |
| 29                                  | Aleksandr Popov      | Biélorussie        | 57 min 39 s 6 | 3                   | 60 min 39 s 6 | +4 min 23 s 2  |
| 30                                  | Wojciech Kozub       | Pologne            | 56 min 41 s 1 | 4                   | 60 min 41 s 1 | +4 min 24 s 7  |
| 31                                  | Dimitri Borovik      | Estonie            | 58 min 07 s 7 | 3                   | 61 min 07 s 7 | +4 min 51 s 3  |
| 32                                  | Jan Wüstenfeld       | Allemagne          | 57 min 07 s 9 | 4                   | 61 min 07 s 9 | +4 min 51 s 5  |
| 33                                  | Mike Dixon           | Grande-Bretagne    | 60 min 08 s 0 | 1                   | 61 min 08 s 0 | +4 min 51 s 6  |
| 34                                  | Jiří Holubec         | République tchèque | 59 min 08 s 8 | 2                   | 61 min 08 s 8 | +4 min 52 s 4  |
| 35                                  | Vladimir Dratchev    | Russie             | 55 min 13 s 9 | 6                   | 61 min 13 s 9 | +4 min 57 s 5  |
| 36                                  | Aleksandr Tropnikov  | Kirghizistan       | 59 min 17 s 7 | 2                   | 61 min 17 s 7 | +5 min 01 s 3  |
| 37                                  | Jēkabs Nākums        | Lettonie           | 56 min 40 s 1 | 5                   | 61 min 40 s 1 | +5 min 23 s 7  |
| 38                                  | Ľubomír Machyniak    | Slovaquie          | 57 min 43 s 7 | 4                   | 61 min 43 s 7 | +5 min 27 s 3  |
| 39                                  | Fredrik Kuoppa       | Suède              | 59 min 59 s 2 | 2                   | 61 min 59 s 2 | +5 min 42 s 8  |
| 40                                  | Julien Robert        | France             | 61 min 01 s 6 | 1                   | 62 min 01 s 6 | +5 min 45 s 2  |
| 41                                  | Wilfried Pallhuber   | Italie             | 57 min 07 s 7 | 5                   | 62 min 07 s 7 | +5 min 51 s 3  |
| 42                                  | Jay Hakkinen         | États-Unis         | 58 min 10 s 3 | 4                   | 62 min 10 s 3 | +5 min 53 s 9  |
| 43                                  | Liutauras Barila     | Lituanie           | 57 min 12 s 2 | 5                   | 62 min 12 s 2 | +5 min 55 s 8  |
| 44                                  | Kalju Ojaste         | Estonie            | 58 min 15 s 7 | 4                   | 62 min 15 s 7 | +5 min 59 s 3  |
| 45                                  | Atsushi Kazama       | Japon              | 58 min 23 s 5 | 4                   | 62 min 23 s 5 | +6 min 07 s 1  |
| 46                                  | Thierry Dusserre     | France             | 61 min 26 s 6 | 1                   | 62 min 26 s 6 | +6 min 10 s 2  |
| 47                                  | Tomasz Sikora        | Pologne            | 57 min 39 s 9 | 5                   | 62 min 39 s 9 | +6 min 23 s 5  |
| 48                                  | Wiesław Ziemianin    | Pologne            | 58 min 39 s 9 | 4                   | 62 min 39 s 9 | +6 min 23 s 5  |
| 49                                  | Dmitry Pantov        | Kazakhstan         | 58 min 10 s 5 | 5                   | 63 min 10 s 5 | +6 min 54 s 1  |
| 50                                  | V'iacheslav Derkach  | Ukraine            | 59 min 14 s 6 | 4                   | 63 min 14 s 6 | +6 min 58 s 2  |
| 51                                  | Jean-Marc Chabloz    | Suisse             | 59 min 41 s 0 | 4                   | 63 min 41 s 0 | +7 min 24 s 6  |
| 52                                  | Valery Ivanov        | Kazakhstan         | 56 min 55 s 9 | 7                   | 63 min 55 s 9 | +7 min 39 s 5  |
| 53                                  | Pavel Vavilov        | Russie             | 56 min 59 s 4 | 7                   | 63 min 59 s 4 | +7 min 43 s 0  |
| 54                                  | Patrick Favre        | Italie             | 57 min 10 s 5 | 7                   | 64 min 10 s 5 | +7 min 54 s 1  |
| 55                                  | Steve Cyr            | Canada             | 58 min 12 s 9 | 6                   | 64 min 12 s 9 | +7 min 56 s 5  |
| 56                                  | Petr Garabík         | République tchèque | 58 min 28 s 8 | 6                   | 64 min 28 s 8 | +8 min 12 s 4  |
| 57                                  | Andreas Heymann      | France             | 58 min 42 s 7 | 6                   | 64 min 42 s 7 | +8 min 26 s 3  |
| 58                                  | Janez Ožbolt         | Slovénie           | 60 min 18 s 9 | 5                   | 65 min 18 s 9 | +9 min 02 s 5  |
| 59                                  | Dmitry Pozdnyakov    | Kazakhstan         | 59 min 22 s 9 | 6                   | 65 min 22 s 9 | +9 min 06 s 5  |
| 60                                  | Marius Ene           | Roumanie           | 60 min 23 s 9 | 5                   | 65 min 23 s 9 | +9 min 07 s 5  |
| 61                                  | Tomaž Žemva          | Slovénie           | 57 min 27 s 0 | 8                   | 65 min 27 s 0 | +9 min 10 s 6  |
| 62                                  | Günther Dengg        | Autriche           | 60 min 33 s 9 | 5                   | 65 min 33 s 9 | +9 min 17 s 5  |
| 63                                  | Mykola Krupnyk       | Ukraine            | 59 min 36 s 3 | 6                   | 65 min 36 s 3 | +9 min 19 s 9  |
| 64                                  | Kevin Quintilio      | Canada             | 61 min 37 s 2 | 4                   | 65 min 37 s 2 | +9 min 20 s 8  |
| 65                                  | Thanasis Tsakiris    | Grèce              | 61 min 38 s 8 | 5                   | 66 min 38 s 8 | +10 min 22 s 4 |
| 66                                  | Gundars Upenieks     | Lettonie           | 58 min 42 s 6 | 8                   | 66 min 42 s 6 | +10 min 26 s 2 |
| 67                                  | Georgi Kasabov       | Bulgarie           | 61 min 59 s 5 | 5                   | 66 min 59 s 5 | +10 min 43 s 1 |
| 68                                  | Mark Gee             | Grande-Bretagne    | 60 min 46 s 8 | 7                   | 67 min 46 s 8 | +11 min 30 s 4 |
| 69                                  | Robert Rosser        | États-Unis         | 61 min 35 s 7 | 7                   | 68 min 35 s 7 | +12 min 19 s 3 |
| 70                                  | Ion Bucsa            | Moldavie           | 65 min 27 s 5 | 6                   | 71 min 27 s 5 | +15 min 11 s 1 |
| 71                                  | Jeon Jae-Won         | Corée du Sud       | 62 min 17 s 8 | 13                  | 75 min 17 s 8 | +19 min 01 s 4 |
| -                                   | Vesa Hietalahti      | Finlande           | DNF           | -                   | -             | -              |

#### Relais 4 x 7,5 km
| Rang                                | Équipe                                                                         | Pénalités            | Résultat                                                                  |
| ----------------------------------- | ------------------------------------------------------------------------------ | -------------------- | ------------------------------------------------------------------------- |
| Médaille d'or, Jeux olympiques      | Allemagne Ricco Groß Peter Sendel Sven Fischer Frank Luck                      | 0+6 0+1 0+0 0+2 0+3  | 1 h 21 min 36 s 2 20 min 09 s 3 19 min 56 s 6 20 min 18 s 0 21 min 12 s 3 |
| Médaille d'argent, Jeux olympiques  | Norvège Egil Gjelland Halvard Hanevold Dag Bjørndalen Ole Einar Bjørndalen     | 0+7 0+2 0+1 0+4 0+0  | 1 h 21 min 56 s 3 20 min 33 s 8 20 min 08 s 7 21 min 25 s 0 19 min 48 s 8 |
| Médaille de bronze, Jeux olympiques | Russie Pavel Muslimov Vladimir Dratchev Sergey Tarasov Viktor Maigurov         | 0+7 0+1 0+2 0+3 0+1  | 1 h 22 min 19 s 3 20 min 35 s 9 19 min 56 s 6 21 min 01 s 4 20 min 45 s 4 |
| 4                                   | Biélorussie Aleksey Aydarov Oleg Ryzhenkov Aleksandr Popov Vadim Sashurin      | 0+4 0+0 0+3 0+1 0+0  | 1 h 23 min 14 s 0 20 min 23 s 6 20 min 18 s 5 21 min 08 s 3 21 min 23 s 6 |
| 5                                   | Pologne Wiesław Ziemianin Tomasz Sikora Jan Ziemianin Wojciech Kozub           | 0+8 0+1 0+2 0+1 0+4  | 1 h 24 min 09 s 8 20 min 29 s 7 20 min 54 s 5 21 min 34 s 3 21 min 11 s 3 |
| 6                                   | Lettonie Oļegs Maļuhins Ilmārs Bricis Gundars Upenieks Jēkabs Nākums           | 2+12 0+2 0+1 1+6 1+3 | 1 h 24 min 24 s 4 20 min 18 s 2 19 min 46 s 7 22 min 48 s 1 21 min 31 s 4 |
| 7                                   | France Andreas Heymann Raphaël Poirée Thierry Dusserre Patrice Bailly-Salins   | 2+11 0+1 0+3 1+4 1+3 | 1 h 24 min 53 s 0 20 min 44 s 5 20 min 04 s 4 22 min 12 s 0 21 min 52 s 1 |
| 8                                   | Finlande Ville Räikkönen Paavo Puurunen Harri Eloranta Olli-Pekka Peltola      | 2+11 0+2 0+1 1+5 1+3 | 1 h 25 min 01 s 4 20 min 34 s 3 20 min 08 s 6 22 min 31 s 0 21 min 47 s 5 |
| 9                                   | Italie Patrick Favre Wilfried Pallhuber René Cattarinussi Pieralberto Carrara  | 1+12 0+6 0+2 0+3 1+6 | 1 h 25 min 07 s 3 21 min 13 s 0 20 min 50 s 7 20 min 55 s 9 22 min 07 s 7 |
| 10                                  | Suède Mikael Löfgren Jonas Eriksson Tord Wiksten Fredrik Kuoppa                | 0+14 0+5 0+4 0+0     | 1 h 25 min 25 s 7 21 min 01 s 0 21 min 41 s 9 22 min 09 s 3 20 min 33 s 5 |
| 11                                  | Autriche Wolfgang Perner Ludwig Gredler Reinhard Neuner Wolfgang Rottmann      | 2+15 0+2 1+3 1+6 0+4 | 1 h 25 min 33 s 8 20 min 32 s 6 21 min 04 s 8 22 min 39 s 1 21 min 17 s 3 |
| 12                                  | Slovénie Saso Grajf Jože Poklukar Janez Ožbolt Tomaž Globočnik                 | 2+9 0+2 2+4 0+3 0+4  | 1 h 25 min 43 s 2 20 min 32 s 6 21 min 04 s 8 22 min 39 s 1 21 min 17 s 3 |
| 13                                  | Estonie Janno Prants Indrek Tobreluts Kalju Ojaste Dimitri Borovik             | 0+13 0+2 0+1 0+6 0+4 | 1 h 26 min 30 s 2 20 min 39 s 7 21 min 15 s 3 23 min 03 s 7 21 min 31 s 5 |
| 14                                  | République tchèque Petr Garabík Zdeněk Vítek Jiří Holubec Iván Masařík         | 0+7 0+2 0+1 0+3 0+1  | 1 h 26 min 35 s 5 21 min 30 s 8 22 min 11 s 8 22 min 00 s 9 20 min 52 s 0 |
| 15                                  | Japon Kyoji Suga Hironao Meguro Shuichi Sekiya Atsushi Kazama                  | 4+18 1+5 0+3 0+4 3+6 | 1 h 27 min 55 s 7 22 min 10 s 9 20 min 56 s 3 21 min 44 s 0 23 min 04 s 5 |
| 16                                  | Kazakhstan Dmitry Pantov Dmitry Pozdnyakov Aleksandr Menshchikov Valery Ivanov | 1+14 1+4 0+2 0+3 0+5 | 1 h 27 min 56 s 0 22 min 37 s 0 21 min 41 s 2 21 min 57 s 7 21 min 40 s 1 |
| 17                                  | États-Unis Jay Hakkinen Dan Westover Andrew Erickson Robert Rosser             | 0+15 0+4 0+5 0+2     | 1 h 28 min 13 s 9 20 min 37 s 7 22 min 14 s 0 22 min 57 s 2 22 min 25 s 0 |
| 18                                  | Ukraine V'iacheslav Derkach Ruslan Lysenko Mykola Krupnyk Andriy Deryzemlya    | 4+13 0+3 0+2 4+6     | 1 h 28 min 57 s 1 21 min 29 s 0 21 min 41 s 9 21 min 54 s 2 23 min 52 s 0 |

Pénalités : Tours + Pioches

### Femmes

#### 7,5 km sprint
| Rang                                | Athlète                      | Pays               | Pénalités | Temps         | Retard        |
| ----------------------------------- | ---------------------------- | ------------------ | --------- | ------------- | ------------- |
| Médaille d'or, Jeux olympiques      | Galina Kukleva               | Russie             | 1         | 23 min 08 s 0 |               |
| Médaille d'argent, Jeux olympiques  | Uschi Disl                   | Allemagne          | 1         | 23 min 08 s 7 | +0 s 7        |
| Médaille de bronze, Jeux olympiques | Katrin Apel                  | Allemagne          | 1         | 23 min 32 s 4 | +24 s 4       |
| 4                                   | Soňa Mihoková                | Slovaquie          | 1         | 23 min 42 s 3 | +34 s 3       |
| 5                                   | Yu Shumei                    | Chine              | 0         | 23 min 44 s 0 | +36 s 0       |
| 6                                   | Anna Stera-Kustucz           | Pologne            | 2         | 23 min 53 s 1 | +45 s 1       |
| 7                                   | Martina Jašicová             | Slovaquie          | 1         | 23 min 54 s 5 | +46 s 5       |
| 8                                   | Mari Lampinen                | Finlande           | 0         | 23 min 55 s 2 | +47 s 2       |
| 9                                   | Anna Murínová                | Slovaquie          | 0         | 23 min 56 s 7 | +48 s 7       |
| 10                                  | Nathalie Santer              | Italie             | 1         | 23 min 59 s 6 | +51 s 6       |
| 11                                  | Olena Petrova                | Ukraine            | 1         | 24 min 04 s 5 | +56 s 5       |
| 12                                  | Andreja Grašič               | Slovénie           | 1         | 24 min 05 s 2 | +57 s 2       |
| 13                                  | Albina Akhatova              | Russie             | 2         | 24 min 06 s 4 | +58 s 4       |
| 14                                  | Emmanuelle Claret            | France             | 1         | 24 min 08 s 7 | +1 min 00 s 7 |
| 15                                  | Annette Sikveland            | Norvège            | 2         | 24 min 09 s 5 | +1 min 01 s 5 |
| 16                                  | Petra Behle-Schaaf           | Allemagne          | 2         | 24 min 09 s 9 | +1 min 01 s 9 |
| 17                                  | Magdalena Forsberg-Wallin    | Suède              | 3         | 24 min 19 s 5 | +1 min 11 s 5 |
| 18                                  | Margarita Dulova             | Kazakhstan         | 1         | 24 min 21 s 7 | +1 min 13 s 7 |
| 19                                  | Tetiana Vodop'ianova         | Ukraine            | 0         | 24 min 23 s 3 | +1 min 15 s 3 |
| 20                                  | Inna Sheshkil                | Kazakhstan         | 1         | 24 min 32 s 9 | +1 min 24 s 9 |
| 21                                  | Nina Lemesh                  | Ukraine            | 1         | 24 min 39 s 8 | +1 min 31 s 8 |
| 22                                  | Irina Tananayko              | Biélorussie        | 0         | 24 min 42 s 5 | +1 min 34 s 5 |
| 23                                  | Liv Grete Skjelbreid-Poirée  | Norvège            | 3         | 24 min 44 s 0 | +1 min 36 s 0 |
| 24                                  | Svetlana Paramygina          | Biélorussie        | 2         | 24 min 50 s 0 | +1 min 42 s 0 |
| 25                                  | Corinne Niogret              | France             | 2         | 24 min 54 s 7 | +1 min 46 s 7 |
| 26                                  | Eva Háková                   | République tchèque | 1         | 24 min 58 s 6 | +1 min 50 s 6 |
| 27                                  | Olga Romasko                 | Russie             | 3         | 25 min 03 s 6 | +1 min 55 s 6 |
| 28                                  | Nataliya Moroz               | Biélorussie        | 0         | 25 min 04 s 7 | +1 min 56 s 7 |
| 29                                  | Ekaterina Dafovska           | Bulgarie           | 2         | 25 min 06 s 7 | +1 min 58 s 7 |
| 30                                  | Martina Zellner              | Allemagne          | 2         | 25 min 09 s 8 | +2 min 01 s 8 |
| 31                                  | Eva Tofalvi                  | Roumanie           | 2         | 25 min 10 s 3 | +2 min 02 s 3 |
| 32                                  | Myriam Bédard                | Canada             | 0         | 25 min 11 s 3 | +2 min 03 s 3 |
| 33                                  | Kristina Sabasteanski        | États-Unis         | 1         | 25 min 12 s 2 | +2 min 04 s 2 |
| 34                                  | Ieva Cederštrēma-Volfa       | Lettonie           | 2         | 25 min 12 s 7 | +2 min 04 s 7 |
| 35                                  | Jiřína Adamičková-Pelcová    | République tchèque | 1         | 25 min 14 s 5 | +2 min 06 s 5 |
| 36                                  | Tadeja Brankovič             | Slovénie           | 3         | 25 min 20 s 1 | +2 min 12 s 1 |
| 37                                  | Ann Elen Skjelbreid          | Norvège            | 4         | 25 min 22 s 8 | +2 min 14 s 8 |
| 38                                  | Michelle Collard             | Canada             | 0         | 25 min 26 s 1 | +2 min 18 s 1 |
| 39                                  | Sun Ribo                     | Chine              | 3         | 25 min 29 s 0 | +2 min 21 s 0 |
| 40                                  | Irena Novotná-Česneková      | République tchèque | 3         | 25 min 30 s 4 | +2 min 22 s 4 |
| 41                                  | Pavlina Filipova             | Bulgarie           | 3         | 25 min 34 s 8 | +2 min 26 s 8 |
| 42                                  | Halina Nowak-Guńka           | Pologne            | 5         | 25 min 39 s 0 | +2 min 31 s 0 |
| 43                                  | Florence Baverel-Robert      | France             | 1         | 25 min 39 s 6 | +2 min 31 s 6 |
| 44                                  | Anna Volkova                 | Russie             | 4         | 25 min 42 s 7 | +2 min 34 s 7 |
| 45                                  | Agata Suszka                 | Pologne            | 3         | 25 min 45 s 1 | +2 min 37 s 1 |
| 46                                  | Katja Holanti                | Finlande           | 2         | 25 min 46 s 2 | +2 min 38 s 2 |
| 47                                  | Kerryn Pethybridge-Rim       | Australie          | 2         | 25 min 49 s 1 | +2 min 41 s 1 |
| 48                                  | Deborah Nordyke              | États-Unis         | 2         | 25 min 50 s 5 | +2 min 42 s 5 |
| 49                                  | Irina Merkushina             | Ukraine            | 3         | 25 min 58 s 6 | +2 min 50 s 6 |
| 50                                  | Kristina Brounéus            | Suède              | 2         | 26 min 05 s 3 | +2 min 57 s 3 |
| 51                                  | Eva-Karin Westin             | Suède              | 1         | 26 min 07 s 8 | +2 min 59 s 8 |
| 52                                  | Nataliya Ryzhenkova          | Biélorussie        | 4         | 26 min 10 s 5 | +3 min 02 s 5 |
| 53                                  | Hiromi Seino-Suga            | Japon              | 4         | 26 min 13 s 5 | +3 min 05 s 5 |
| 54                                  | Anne Briand-Bouthiaux        | France             | 5         | 26 min 16 s 1 | +3 min 08 s 1 |
| 55                                  | Ryoko Takahashi              | Japon              | 5         | 26 min 34 s 2 | +3 min 26 s 2 |
| 56                                  | Gunn Margit Andreassen       | Norvège            | 4         | 26 min 36 s 2 | +3 min 28 s 2 |
| 57                                  | Kateřina Losmanová-Holubcová | République tchèque | 3         | 26 min 51 s 7 | +3 min 43 s 7 |
| 58                                  | Stacey Wooley                | États-Unis         | 3         | 27 min 03 s 0 | +3 min 55 s 0 |
| 59                                  | Lucija Larisi                | Slovénie           | 4         | 27 min 14 s 9 | +4 min 06 s 9 |
| 60                                  | Maria Schylander             | Suède              | 4         | 27 min 46 s 9 | +4 min 38 s 9 |
| 61                                  | Mie Takeda                   | Japon              | 6         | 28 min 10 s 1 | +5 min 02 s 1 |
| 62                                  | Elena Gorohova               | Moldavie           | 5         | 28 min 21 s 5 | +5 min 13 s 5 |
| 63                                  | Bernadett Dira               | Hongrie            | 5         | 28 min 48 s 9 | +5 min 40 s 9 |
| 64                                  | Zsuzsanna Bekecs             | Hongrie            | 6         | 29 min 50 s 3 | +6 min 42 s 3 |

#### 15 km individuel
| Rang                                | Athlète                                      | Pays               | Temps réel    | Pénalités (minutes) | Résultat      | Retard         |
| ----------------------------------- | -------------------------------------------- | ------------------ | ------------- | ------------------- | ------------- | -------------- |
| Médaille d'or, Jeux olympiques      | Ekaterina Dafovska                           | Bulgarie           | 53 min 52 s 0 | 1                   | 54 min 52 s 0 |                |
| Médaille d'argent, Jeux olympiques  | Olena Petrova                                | Ukraine            | 54 min 09 s 8 | 1                   | 55 min 09 s 8 | +17 s 8        |
| Médaille de bronze, Jeux olympiques | Uschi Disl                                   | Allemagne          | 54 min 17 s 9 | 1                   | 55 min 17 s 9 | +25 s 9        |
| 4                                   | Pavlina Filipova                             | Bulgarie           | 54 min 18 s 1 | 1                   | 55 min 18 s 1 | +26 s 1        |
| 5                                   | Andreja Grašič                               | Slovénie           | 52 min 01 s 0 | 4                   | 56 min 01 s 0 | +1 min 09 s 0  |
| 6                                   | Ryoko Takahashi                              | Japon              | 53 min 17 s 4 | 3                   | 56 min 17 s 4 | +1 min 25 s 4  |
| 7                                   | Albina Akhatova                              | Russie             | 55 min 21 s 7 | 1                   | 56 min 21 s 7 | +1 min 29 s 7  |
| 8                                   | Annette Sikveland                            | Norvège            | 53 min 38 s 7 | 3                   | 56 min 38 s 7 | +1 min 46 s 7  |
| 9                                   | Yu Shumei                                    | Chine              | 54 min 41 s 3 | 2                   | 56 min 41 s 3 | +1 min 49 s 3  |
| 10                                  | Martina Zellner                              | Allemagne          | 52 min 46 s 3 | 4                   | 56 min 46 s 3 | +1 min 54 s 3  |
| 11                                  | Eva Tofalvi                                  | Roumanie           | 55 min 48 s 6 | 1                   | 56 min 48 s 6 | +1 min 56 s 6  |
| 12                                  | Svetlana Paramygina                          | Biélorussie        | 54 min 53 s 4 | 2                   | 56 min 53 s 4 | +2 min 01 s 4  |
| 13                                  | Olga Melnik                                  | Russie             | 55 min 10 s 8 | 2                   | 57 min 10 s 8 | +2 min 18 s 8  |
| 14                                  | Magdalena Forsberg-Wallin                    | Suède              | 54 min 16 s 9 | 3                   | 57 min 16 s 9 | +2 min 24 s 9  |
| 15                                  | Liv Grete Skjelbreid-Poirée                  | Norvège            | 52 min 21 s 2 | 5                   | 57 min 21 s 2 | +2 min 29 s 2  |
| 16                                  | Corinne Niogret                              | France             | 56 min 51 s 1 | 1                   | 57 min 51 s 1 | +2 min 59 s 1  |
| 17                                  | Anna Stera-Kustucz                           | Pologne            | 55 min 56 s 0 | 2                   | 57 min 56 s 0 | +3 min 04 s 0  |
| 18                                  | Nathalie Santer                              | Italie             | 54 min 01 s 0 | 4                   | 58 min 01 s 0 | +3 min 09 s 0  |
| 19                                  | Nataliya Ryzhenkova                          | Biélorussie        | 55 min 03 s 5 | 3                   | 58 min 03 s 5 | +3 min 11 s 5  |
| 20                                  | Anne Briand-Bouthiaux                        | France             | 55 min 13 s 1 | 3                   | 58 min 13 s 1 | +3 min 21 s 1  |
| 21                                  | Sun Ribo                                     | Chine              | 52 min 19 s 2 | 6                   | 58 min 19 s 2 | +3 min 27 s 2  |
| 22                                  | Irina Tananayko                              | Biélorussie        | 57 min 25 s 4 | 1                   | 58 min 25 s 4 | +3 min 33 s 4  |
| 23                                  | Lyudmila Guryeva                             | Kazakhstan         | 54 min 42 s 8 | 4                   | 58 min 42 s 8 | +3 min 50 s 8  |
| 24                                  | Tetiana Vodop'ianova                         | Ukraine            | 55 min 45 s 9 | 3                   | 58 min 45 s 9 | +3 min 53 s 9  |
| 25                                  | Ieva Cederštrēma-Volfa                       | Lettonie           | 57 min 54 s 4 | 1                   | 58 min 54 s 4 | +4 min 02 s 4  |
| 26                                  | Soňa Mihoková                                | Slovaquie          | 56 min 20 s 8 | 3                   | 59 min 20 s 8 | +4 min 28 s 8  |
| 27                                  | Petra Behle-Schaaf                           | Allemagne          | 58 min 29 s 7 | 1                   | 59 min 29 s 7 | +4 min 37 s 7  |
| 28                                  | Olena Zubrilova-Ohurtsova                    | Ukraine            | 57 min 43 s 0 | 2                   | 59 min 43 s 0 | +4 min 51 s 0  |
| 29                                  | Mami Shindo-Honma                            | Japon              | 55 min 59 s 3 | 4                   | 59 min 59 s 3 | +5 min 07 s 3  |
| 30                                  | Irena Novotná-Česneková                      | République tchèque | 57 min 09 s 0 | 3                   | 60 min 09 s 0 | +5 min 17 s 0  |
| 31                                  | Galina Kukleva                               | Russie             | 54 min 29 s 2 | 6                   | 60 min 29 s 2 | +5 min 37 s 2  |
| 32                                  | Mari Lampinen                                | Finlande           | 55 min 55 s 2 | 5                   | 60 min 55 s 2 | +6 min 03 s 2  |
| 33                                  | Olga Romasko                                 | Russie             | 57 min 58 s 8 | 3                   | 60 min 58 s 8 | +6 min 06 s 8  |
| 34                                  | Ann Elen Skjelbreid                          | Norvège            | 54 min 00 s 3 | 7                   | 61 min 00 s 3 | +6 min 08 s 3  |
| 35                                  | Lucija Larisi                                | Slovénie           | 55 min 05 s 8 | 6                   | 61 min 05 s 8 | +6 min 13 s 8  |
| 36                                  | Tadeja Brankovič                             | Slovénie           | 53 min 19 s 1 | 8                   | 61 min 19 s 1 | +6 min 27 s 1  |
| 37                                  | Hiromi Seino-Suga                            | Japon              | 54 min 21 s 9 | 7                   | 61 min 21 s 9 | +6 min 29 s 9  |
| 38                                  | Jiřína Adamičková-Pelcová                    | République tchèque | 58 min 26 s 3 | 3                   | 61 min 26 s 3 | +6 min 34 s 3  |
| 39                                  | Katja Beer                                   | Allemagne          | 57 min 26 s 4 | 4                   | 61 min 26 s 4 | +6 min 34 s 4  |
| 40                                  | Gunn Margit Andreassen                       | Norvège            | 56 min 28 s 5 | 5                   | 61 min 28 s 5 | +6 min 36 s 5  |
| 41                                  | Nataliya Permyakova                          | Biélorussie        | 58 min 33 s 5 | 3                   | 61 min 33 s 5 | +6 min 41 s 5  |
| 42                                  | Agata Suszka                                 | Pologne            | 55 min 35 s 4 | 6                   | 61 min 35 s 4 | +6 min 43 s 4  |
| 43                                  | Kerryn Pethybridge-Rim                       | Australie          | 57 min 38 s 1 | 4                   | 61 min 38 s 1 | +6 min 46 s 1  |
| 44                                  | Kateřina Losmanová-Holubcová                 | République tchèque | 60 min 48 s 9 | 1                   | 61 min 48 s 9 | +6 min 56 s 9  |
| 45                                  | Katja Holanti                                | Finlande           | 58 min 50 s 9 | 3                   | 61 min 50 s 9 | +6 min 58 s 9  |
| 46                                  | Martina Jašicová-Schwarzbacherová-Halinárová | Slovaquie          | 56 min 56 s 5 | 5                   | 61 min 56 s 5 | +7 min 04 s 5  |
| 47                                  | Valentyna Tserbe-Nessina                     | Ukraine            | 57 min 58 s 8 | 4                   | 61 min 58 s 8 | +7 min 06 s 8  |
| 48                                  | Anna Murínová                                | Slovaquie          | 60 min 06 s 7 | 2                   | 62 min 06 s 7 | +7 min 14 s 7  |
| 49                                  | Maria Schylander                             | Suède              | 58 min 35 s 0 | 4                   | 62 min 35 s 0 | +7 min 43 s 0  |
| 50                                  | Myriam Bédard                                | Canada             | 59 min 44 s 1 | 3                   | 62 min 44 s 1 | +7 min 52 s 1  |
| 51                                  | Halina Pitoń                                 | Pologne            | 56 min 45 s 0 | 6                   | 62 min 45 s 0 | +7 min 53 s 0  |
| 52                                  | Eva-Karin Westin                             | Suède              | 61 min 00 s 5 | 2                   | 63 min 00 s 5 | +8 min 08 s 5  |
| 53                                  | Eva Háková                                   | République tchèque | 57 min 25 s 4 | 6                   | 63 min 25 s 4 | +8 min 33 s 4  |
| 54                                  | Inna Sheshkil                                | Kazakhstan         | 56 min 27 s 7 | 7                   | 63 min 27 s 7 | +8 min 35 s 7  |
| 55                                  | Stacey Wooley                                | États-Unis         | 61 min 57 s 3 | 2                   | 63 min 57 s 3 | +9 min 05 s 3  |
| 56                                  | Kara Salmela                                 | États-Unis         | 59 min 43 s 7 | 5                   | 64 min 43 s 7 | +9 min 51 s 7  |
| 57                                  | Anna Bozsik                                  | Hongrie            | 59 min 41 s 1 | 6                   | 65 min 41 s 1 | +10 min 49 s 1 |
| 58                                  | Éva Szemcsák                                 | Hongrie            | 60 min 51 s 8 | 5                   | 65 min 51 s 8 | +10 min 59 s 8 |
| 59                                  | Christelle Gros                              | France             | 59 min 33 s 8 | 7                   | 66 min 33 s 8 | +11 min 41 s 8 |
| 60                                  | Nikki Keddie                                 | Canada             | 63 min 46 s 5 | 5                   | 68 min 46 s 5 | +13 min 54 s 5 |
| 61                                  | Ntala Skinner                                | États-Unis         | 66 min 09 s 0 | 3                   | 69 min 09 s 0 | +14 min 17 s 0 |
| 62                                  | Elena Gorohova                               | Moldavie           | 60 min 18 s 1 | 9                   | 69 min 18 s 1 | +14 min 26 s 1 |
| 63                                  | Florence Baverel-Robert                      | France             | 65 min 42 s 8 | 4                   | 69 min 42 s 8 | +14 min 50 s 8 |
| 64                                  | Kristina Brounéus                            | Suède              | 64 min 51 s 1 | 5                   | 69 min 51 s 1 | +14 min 59 s 1 |

#### Relais 4 × 7,5 km
| Rang                                | Équipe | Pénalités            | Résultat                                                                  |
| ----------------------------------- | --- | -------------------- | ------------------------------------------------------------------------- |
| Médaille d'or, Jeux olympiques      | Allemagne Uschi Disl Martina Zellner Katrin Apel Petra Behle-Schaaf                                          | 0+11 0+5 0+1 0+2 0+3 | 1 h 40 min 13 s 6 25 min 20 s 3 24 min 46 s 1 24 min 39 s 2 25 min 28 s 0 |
| Médaille d'argent, Jeux olympiques  | Russie Olga Melnik Galina Kukleva Albina Akhatova Olga Romasko                                               | 0+9 0+3 0+2 0+1      | 1 h 40 min 25 s 2 25 min 32 s 1 24 min 27 s 4 24 min 59 s 8 25 min 25 s 9 |
| Médaille de bronze, Jeux olympiques | Norvège Ann Elen Skjelbreid Annette Sikveland Gunn Margit Andreassen Liv Grete Skjelbreid-Poirée             | 2+10 1+4 0+0 0+2     | 1 h 40 min 37 s 3 25 min 47 s 2 24 min 55 s 0 25 min 20 s 8 24 min 34 s 3 |
| 4                                   | Slovaquie Martina Jašicová Anna Murínová Tatiana Kutlíková Soňa Mihoková                                     | 2+9 0+1 0+3 2+4 0+1  | 1 h 41 min 20 s 6 24 min 44 s 5 24 min 57 s 1 26 min 31 s 5 25 min 07 s 5 |
| 5                                   | Ukraine Valentyna Tserbe-Nessina Olena Petrova Tetiana Vodop'ianova Olena Zubrilova-Ohurtsova                | 0+6 0+2 0+0 0+2      | 1 h 42 min 32 s 6 26 min 36 s 5 25 min 20 s 9 25 min 43 s 9 24 min 51 s 3 |
| 6                                   | République tchèque Kateřina Losmanová-Holubcová Irena Novotná-Česneková Jiřína Adamičková-Pelcová Eva Háková | 0+10 0+1 0+4 0+2 0+3 | 1 h 43 min 20 s 5 25 min 32 s 4 26 min 16 s 6 26 min 49 s 7 24 min 41 s 8 |
| 7                                   | Chine Yu Shumei Sun Ribo Liu Jinfeng Liu Xianying                                                            | 1+10 0+1 0+2 1+5     | 1 h 43 min 32 s 6 25 min 15 s 7 25 min 17 s 2 25 min 59 s 0 27 min 00 s 7 |
| 8                                   | France Christelle Gros Emmanuelle Claret Florence Baverel-Robert Corinne Niogret                             | 0+8 0+3 0+2 0+1 0+2  | 1 h 43 min 54 s 6 26 min 20 s 6 25 min 17 s 7 26 min 20 s 7 25 min 55 s 6 |
| 9                                   | Slovénie Lucija Larisi Andreja Grašič Matejka Mohorič Tadeja Brankovič                                       | 3+14 2+6 0+4 0+1 1+3 | 1 h 44 min 18 s 8 27 min 12 s 3 24 min 44 s 3 26 min 21 s 5 26 min 00 s 7 |
| 10                                  | Suède Maria Schylander Magdalena Forsberg Kristina Brounéus Eva-Karin Westin                                 | 0+7 0+3 0+2 0+0      | 1 h 44 min 50 s 8 27 min 28 s 0 24 min 06 s 2 26 min 42 s 9 26 min 33 s 7 |
| 11                                  | Kazakhstan Inna Sheshkil Margarita Dulova Yelena Dubok Lyudmila Guryeva                                      | 2+11 0+4 0+1 2+3 0+3 | 1 h 45 min 22 s 9 25 min 24 s 6 25 min 27 s 0 28 min 35 s 5 25 min 55 s 8 |
| 12                                  | Biélorussie Irina Tananayko Nataliya Ryzhenkova Nataliya Moroz Svetlana Paramygina                           | 0+7 0+1 0+2          | 1 h 45 min 24 s 0 25 min 42 s 4 25 min 47 s 5 28 min 30 s 5 25 min 23 s 6 |
| 13                                  | Pologne Agata Suszka Halina Pitoń Iwona Daniluk Anna Stera-Kustucz                                           | 2+15 0+3 1+5 0+3 1+4 | 1 h 45 min 45 s 5 25 min 58 s 1 26 min 33 s 6 27 min 01 s 0 26 min 12 s 8 |
| 14                                  | Japon Mami Shindo-Honma Hiromi Seino-Suga Mie Takeda Ryoko Takahashi                                         | 1+15 0+2 1+6 0+3 0+4 | 1 h 46 min 23 s 0 25 min 31 s 2 26 min 08 s 8 27 min 51 s 3 26 min 51 s 7 |
| 15                                  | États-Unis Ntala Skinner Stacey Wooley Kara Salmela Kristina Sabasteanski                                    | 1+12 0+3 0+1 0+3 1+5 | 1 h 48 min 30 s 2 26 min 35 s 0 27 min 12 s 1 26 min 21 s 2 28 min 21 s 9 |
| 16                                  | Bulgarie Radka Popova Ekaterina Dafovska Pavlina Filipova Valentina Peychinova                               | 3+9 0+1 0+0 3+5 0+3  | 1 h 48 min 55 s 2 28 min 06 s 0 24 min 56 s 4 27 min 52 s 7 28 min 00 s 1 |
| 17                                  | Canada Kristin Berg Myriam Bédard Nikki Keddie Michelle Collard                                              | 3+15 1+5 0+1 2+6 0+3 | 1 h 53 min 15 s 0 28 min 44 s 6 25 min 20 s 0 29 min 56 s 1 29 min 14 s 3 |